# Пэтрэшкану, Лукрециу
Лукрециу Пэтрэшкану (рум. Lucreţiu Pătrăşcanu, 4 ноября 1900, Бакэу — 17 апреля 1954, Бухарест) — румынский революционер, известен своими энциклопедическими знаниями (автор работ по истории, социологии и экономике), министр юстиции.

## Биография
Родился в Бакэу в семье Думитру Пэтрэшкану. В 1919 году он вступил в Социалистическую партию Румынии (из которой вскоре образовалась Румынская коммунистическая партия) и затем работал редактором газеты  Socialismul  (1921).
В 1922 году он окончил журналистский факультет Бухарестского университета, а в 1925 году защитил диссертацию в Лейпцигском университете.
В августе 1940 г. был арестован, однако в результате краткосрочного потепления отношений между СССР и гитлеровской Германией освобождён в 1941 году решением правительства легионеров. Сразу после подавления путча легионеров вновь задержан и выслан в провинцию; позднее условия были смягчены и он вновь вернулся в Бухарест. Установил отношения с олигархом Иоаном Мочонь-Стырчей (ro:Ioan Mocsony-Stârcea), через которого лоббировал интересы коммунистов при королевском дворе. Вместе они способствовали соглашению короля Михаем I с левыми силами и успеху переворота, выведшего страну из войны на стороне «Оси».
В 1944 году был одной из ключевых фигур в организации смещения И. Антонеску. В новом правительстве К. Сэнэтеску занял должность министра юстиции, которую сохранил и в последующих правительствах.
Впоследствии, не согласившись с политикой правящей коммунистической партии в период правления Георге Георгиу-Деж, был репрессирован. Снят с должности и арестован в 1948 году, казнён после показательного процесса в 1954 г.
Посмертно реабилитирован при Николае Чаушеску в 1968 году. Расследованием гибели Пэтрэшкану руководили Василе Патилинец и Ион Стэнеску. Чаушеску использовал реабилитацию Пэтрэшкану для установления своего контроля над Секуритате и устранения из политики Александру Дрэгича.